# Angylocalyx braunii
Angylocalyx braunii är en ärtväxtart som beskrevs av Hermann August Theodor Harms. Angylocalyx braunii ingår i släktet Angylocalyx och familjen ärtväxter. IUCN kategoriserar arten globalt som sårbar. Inga underarter finns listade i Catalogue of Life.